# 笑アップ歌謡大作戦
『笑アップ歌謡大作戦』（ショーアップかようだいさくせん）は、1978年(昭和53年)10月1日から1982年(昭和57年)9月28日までテレビ朝日が制作し、その系列局で放送されていた音楽バラエティ番組である。その後も1982年11月2日から、翌年3月22日までは『ザ・笑アップ』、同年4月12日から9月27日までは『新伍の笑エティ教室』（しんごのわらエティきょうしつ）と題して放送されていた。

## 概要
当初は、日曜昼過ぎ開始の番組で、「口さき女」の異名をとって人気の出た中尾ミエを始めとして、和田アキ子、水前寺清子、都はるみらの年増からアイドルまでの歌手たちが、山城新伍の軽妙な司会で、プライバシーまで打ち明けたり、わいせつな言葉のやりとりなどで意外な一面を見せるという内容だった。
番組前半（1 - 3時間目）では、山城が紋付羽織袴姿で口髭を蓄えた教師に扮し、ゲスト歌手とレギュラー陣に学校の授業形式で大喜利をさせ、後半（4時間目）では、出演者たちがコントを披露するという構成だった。レギュラー出演者に加え、毎週ゲストが出演。最多出場は男性は五木ひろし、女性は研ナオコ。
この番組がテレビ朝日にとって、不毛の時間帯だった火曜夜8時のゴールデンタイム移ることになり、プロデューサーの皇達也も自信がなかったが、社命とあって反対するわけも行かず、移行に反対する山城を説得し、1980年（昭和55年）4月から放送時間を変更した。すると裏番組に何があっても怖くないと豪語するまでに安定した番組へと成長した。最高視聴率は、1980年6月10日放送分の24.8%（ビデオリサーチ・関東地区調べ）。これは、後に『ミュージックステーション』が宇多田ヒカル初出演回の1999年6月18日放送分で26.5%を記録するまで、テレビ朝日でレギュラー放送される音楽番組ではトップの記録であった。
シリーズの終了後も、山城は引き続き『何かとワイド面白地球』に出演した。

## 出演者

### 司会
- 山城新伍[1]
- 浅野真弓
- 南美希子（当時テレビ朝日アナウンサー）

### レギュラー出演者
- レツゴー三匹
- 笑福亭鶴光
- 岩城徳栄
- 倉田まり子
- 若宮大祐 - 初代校長先生役。1978年10月1日から1981年まで出演。
- 前田武彦 - 2代目校長先生役。1981年から1983年9月まで出演。

## スタッフ
- 構成：松岡孝[1]、高田文夫、沢口義明、笠博勝、益子強、秋元康
- 演奏：豊岡豊とスウィング・フェイス
- コーラス：スウィング
- 協力：沢井事務所
- 演出：鈴木宏男
- プロデューサー：皇達也、土屋順二
- 制作著作：テレビ朝日

## 放送時間
いずれも日本標準時。

### 笑アップ歌謡大作戦
- 日曜 13:45 - 14:30 （1978年10月1日 - 1980年3月）
- 火曜 20:00 - 20:54 （1980年4月15日 - 1982年9月28日）

### ザ・笑アップ
- 火曜 20:00 - 20:54 （1982年11月2日 - 1983年3月22日）

### 新伍の笑エティ教室
- 火曜 20:00 - 20:54 （1983年4月12日 - 1983年9月27日）

## 放送局
いずれも『笑アップ歌謡大作戦』第2期におけるネット局。
同時ネット
- テレビ朝日（製作局）
- 北海道テレビ
- 東日本放送
- 福島放送 - 1981年10月から放送。
- テレビ信州 - 1980年10月から放送。当時は日本テレビ系列とのクロスネット局。
- 静岡けんみんテレビ（現・静岡朝日テレビ）
- 名古屋テレビ
- 朝日放送
- 広島ホームテレビ
- 瀬戸内海放送
- 九州朝日放送

遅れネット
- 青森放送（日本テレビ系列）：木曜 23:25 - 0:20[3]
- 秋田テレビ（フジテレビ系列）：日曜 13:00 - 13:55[3]
- 山形テレビ（当時はフジテレビ系列）：日曜 12:00 - 12:54[4]
- 北日本放送（日本テレビ系列）：土曜 12:00 - 12:54[5]
- 石川テレビ（フジテレビ系列）：土曜 16:30 - 17:25（1981年9月時点）[6] → 土曜 12:00 - 12:55（1981年12月時点）[5] → 日曜 14:00 - 14:55（1983年9月時点）[7]
- 山陰中央テレビ（フジテレビ系列）：土曜 12:00 - 12:55[8]
- 山口放送（日本テレビ系列）：土曜（金曜深夜）0:15 - 1:10[9]
- テレビ愛媛（フジテレビ系列）：日曜 11:00 - 11:55[9]
- 高知放送（日本テレビ系列）：土曜 13:00 - 13:55[9]
- テレビ熊本（当時はフジテレビ系列とテレビ朝日系列のクロスネット局）：日曜 13:15 - 14:10[10]
- 宮崎放送（TBS系列）：土曜 16:00 - 16:55[11]